# ديميتار بينيف
ديميتار بينيف (بالبلغارية: Димитър Пенев)‏، من مواليد 12 يوليو 1945، لاعب كرة قدم بلغاري سابق، ومدرب كرة قدم بلغاري.
لعب مع منتخب بلغاريا لكرة القدم 90 مباراة دولية وسجل هدفين.
درب منتخب بلغاريا لكرة القدم بين عامي 1992 وحتى عام 1996، وعاد إلى تدريبهم في عام 2007.

## روابط خارجية
- ديميتار بينيف على موقع الاتحاد الدولي (مؤرشف)  (الإنجليزية)
- ديميتار بينيف على موقع الاتحاد الأوربي (الإنجليزية)
- ديميتار بينيف على موقع قاعدة بيانات كرة القدم.إي يو (الإنجليزية)
- ديميتار بينيف على موقع ناشيونال فوتبول تيمز (الإنجليزية)
- ديميتار بينيف على موقع عالم كرة القدم.نت (الإنجليزية)